# Stefano Travaglia
Stefano Travaglia (Ascoli Piceno, 18 de diciembre de 1991) es un jugador profesional de tenis italiano. En su carrera acumula cinco títulos de categoría Future, cuatro de ellos en individuales. Su mejor ubicación en el ranking la alcanzó el 8 de febrero de 2021, cuando fue 60.º.

## Títulos ATP (0; 0+0)

### Individual (0)
| Leyenda                         |
| Grand Slam (0)                  |
| ATP World Tour Finals (0)       |
| ATP World Tour Masters 1000 (0) |
| ATP World Tour 500 (0)          |
| ATP World Tour 250 (0)          |

#### Finalista (1)
| N.º | Fecha                | Torneo      | Superficie | Oponente en la final | Resultado   |
| --- | -------------------- | ----------- | ---------- | -------------------- | ----------- |
| 1.  | 7 de febrero de 2021 | Melbourne I | Dura       | Jannik Sinner        | 6-7(4), 4-6 |

## Títulos ATP Challenger

### Individuales (5)
| N.º | Fecha                | Torneo                    | Superficie    | Oponente           | Resultado     |
| --- | -------------------- | ------------------------- | ------------- | ------------------ | ------------- |
| 1.  | 7 de mayo de 2017    | Challenger de Ostrava     | Tierra batida | Marco Cecchinato   | 6-2, 3-6, 6-4 |
| 2.  | 31 de marzo de 2018  | Challenger de Marbella    | Tierra batida | Guido Andreozzi    | 6-3, 6-3      |
| 3.  | 28 de abril de 2019  | Challenger de Francavilla | Tierra batida | Oscar Otte         | 6-3, 6-7, 6-3 |
| 4.  | 4 de agosto de 2019  | Challenger de Sopot       | Tierra batida | Filip Horanský     | 6-4, 2-6, 6-2 |
| 5.  | 3 de octubre de 2021 | Challenger de Sibiu       | Tierra batida | Thanasi Kokkinakis | 7-64, 6-2     |

## Títulos enFutures

### Individuales
| N.º | Fecha                   | Torneo            | Superficie    | Oponente en la final      | Resultado |
| --- | ----------------------- | ----------------- | ------------- | ------------------------- | --------- |
| 1.  | 28 de noviembre de 2010 | Rancagua          | Tierra batida | Cristóbal Saavedra        | 6-4, 6-1  |
| 2.  | 3 de abril de 2011      | Viña del Mar      | Tierra batida | Guillermo Rivera Aránguiz | 6-2, 6-4  |
| 3.  | 4 de junio de 2011      | Bergamo           | Tierra batida | Christian Lindell         | 6-2, 6-2  |
| 4.  | 20 de octubre de 2012   | Santiago de Chile | Tierra batida | Gonzalo Lama              | 6-3, 6-2  |

### Dobles
| No. | Fecha              | Torneo       | Superficie    | Pareja      | Oponentes en la final                        | Resultado        |
| 1.  | 3 de abril de 2011 | Viña del Mar | Tierra batida | Renzo Olivo | Guillermo Rivera Aránguiz Cristóbal Saavedra | 5-7, 6-3, [10-1] |